# José Manuel Sérvulo Correia
José Manuel Ribeiro Sérvulo Correia GCIH • GCIP (Angra do Heroísmo, 30 de dezembro de 1937) é um advogado, professor universitário e jurisconsulto português.

## Biografia
Licenciado em Direito pela Faculdade de Direito da Universidade de Lisboa em 1959, iniciou-se na advocacia após a licenciatura. Foi admitido na Ordem dos Advogados Portugueses em 1962, após estagiar junto de Heliodoro Caldeira.
Nos anos 1980, foi cofundador da sociedade de advogados Sérvulo Correia & Associados, atualmente com a denominação Sérvulo.
Conciliou a advocacia com a carreira de docente universitário, na Faculdade de Direito da Universidade de Lisboa — diplomando-se no Curso Complementar de Ciências Político-Económicas, em 1968, com um estudo intitulado Teoria da relação jurídica de seguro social, foi contratado para assistente em 1969.
Viria a doutorar-se em Ciências Jurídico-Políticas em 1987, com a tese Legalidade e autonomia contratual nos contratos administrativos.
Em 2006, prestou provas de agregação com o estudo O direito de manifestação: âmbito de protecção e restrições e chegou a professor catedrático.
Jubilado desde 2007, lecionou a última aula em 9 de maio de 2008, na qual evocou os seus mestres, a família e a memória da guerra colonial.
Foi ainda professor convidado nas Faculdades de Direito da Universidade de Panthéon-Assas, em 1994, e da Universidade de Panthéon-Sorbonne, em 1996.
É, no campo do direito público, um dos principais doutrinários portugueses de direito administrativo da Escola de Lisboa da segunda metade do século XX, formado na escola de Marcello Caetano e que tem como condiscípulos os também administrativistas André Gonçalves Pereira ou Diogo Freitas do Amaral.
Enquanto árbitro, é membro do Tribunal Permanente de Arbitragem, em Haia, e do Conselho do Centro de Arbitragem da Associação Comercial de Lisboa, desde 2005. Também integrou o Conselho Superior da Ordem dos Advogados, de 2005 a 2007.
Em conjunto com Fausto de Quadros, Jorge Bacelar Gouveia, Jorge Miranda, e outros especialistas considera a Eutanásia inconstitucional à luz da Constituição Portuguesa de 1976.

### Atividade política
Um dos primeiros militantes do Partido Social Democrata, ao qual aderiu logo após a Revolução de 25 de Abril de 1974, integrou o VI Governo Provisório, de José Pinheiro de Azevedo, como Secretário de Estado da Emigração, em 1976.
Entre 1976 e 1979, foi deputado à Assembleia da República, onde exerceu funções como vice-presidente do Grupo Parlamentar do PSD e presidente da Comissão Parlamentar de Saúde e Segurança Social.
Depois de exercer o cargo de secretário-geral do PSD, em 1978, abandonou o partido na cisão que deu origem à Acção Social Democrata Independente, em 1979, acompanhando, entre outros, Joaquim Magalhães Mota e António de Sousa Franco.

### Condecorações
Recebeu a Grã-Cruz da Ordem do Infante D. Henrique a 6 de junho de 2008 e a Grã-Cruz da Ordem da Instrução Pública a 7 de fevereiro de 2018.

### Família
Filho do antigo reitor do Liceu Camões Joaquim Sérvulo Correia, Comendador da Ordem da Instrução Pública a 10 de dezembro de 1959, e de sua mulher Alda Maria de Quadros Ribeiro e irmão de Joaquim Eduardo Ribeiro Sérvulo Correia. Pai de Francisco [...] Sérvulo Correia, casado com Júlia Correia Mendes Mantero Belard.

## Principais obras publicadas
- O direito de manifestação: âmbito de protecção e restrições, Lisboa, 2006 (Tese de habilitação ao título de professor agregado).
- O incumprimento do dever de decidir, in Estudos jurídicos e económicos em homenagem ao Prof. Doutor António de Sousa Franco, Lisboa, 2006.
- Inexistência e insuficiência de notificação do acto administrativo, in Estudos em homenagem ao Professor Doutor Marcello Caetano no centenário do seu nascimento, Lisboa, Vol. 1, 2006.
- A execução das sentenças proferidas em recurso contencioso pelo Tribunal Administrativo de Moçambique, in Homenagem ao Prof. Doutor André Gonçalves Pereira, Coimbra, 2006.
- Direito do contencioso administrativo, Lisboa, LEX, 2005.
- Estudos de direito processual administrativo (co-autor com Rui Medeiros e Bernardo Diniz de Ayala), Lisboa, 2002.
- Oração de sapiência in Revista da Faculdade de Direito da Universidade de Lisboa, vol. 38, n.º 2, 1997.
- Legalidade e autonomia contratual nos contratos administrativos, Lisboa, 1987 (Tese de doutoramento em Ciências Jurídico-Políticas)
- Noções de direito administrativo, Lisboa, Danúbio, 1982.
- Contrato administrativo, Coimbra, Of. Atlântida Ed., 1972.
- Teoria da relação jurídica de seguro social, Lisboa, 1968 (Dissertação do curso complementar de ciências político-económicas).